# モーニングムーン (TRPGリプレイ)
『モーニングムーン』は、FEARによる『アルシャードセイヴァーRPG』のリプレイ。
リプレイの執筆はゲームマスター（GM）でもある遠藤卓司、イラストは中嶋鯛が担当している。

## 概要
『アルシャードセイヴァーRPG』における初めてのミッドガルドを舞台にしたリプレイ。全二話の構成（第一話「モーニングムーン」、第二話「ミッドナイト・アマテラス」）。
リプレイと同時期に発売されたサプリメント『ミッドガルド・ワールドガイド』の内容を盛り込んだものとなっているが、同時にそのサプリメントでは扱いきれなかった要素の補足として、神秘の島国ヤシマと真帝国との政治関係にスポットを当てた内容になっている。
また、アルシャードのデザイナーである井上純一の過去作『天羅万象』がマンガ図書館Zで公開されたことを切っ掛けとして、Jコミ代表取締役である漫画家の赤松健がプレイヤー参加しており、文庫の帯や解説などで言及がなされている。

## あらすじ
魔法と機械が混淆する異世界ミッドガルド。唯一絶対の機械神デウス・エクス・マキナを奉ずる「真帝国」は、世界統一の大義の元に侵略戦争を繰り返していた。
東方にある神秘の島国ヤシマは真帝国との戦争を避けるために平和条約を結ぶことを決意。その使者として使わされたのは、ヤシマの神子「明月姫」。
しかし、和平をよしとしない者の陰謀で明月姫は暗殺されそうになる。その危機を救ったのは、通りすがりの放浪のハンター、ナギ・スプリングフィールドであった。
姫に一発で魅了されたナギは彼女の押しかけ護衛となる。
しかし、姫を狙う次なる刺客は「不死身の暗殺者」。はたして、二人の運命は？

## 登場人物

### プレイヤーキャラクター（PC）
プレイヤーによって操作するキャラクター。名前の横にカッコで記述されているのはPCの読み仮名（漢字表記の場合のみ）、プレイヤー名の順である。キャラクタークラスがスラッシュで区切って複数書かれている場合は、マルチクラスによりクラスを複数有していることを表す。
ナギ・スプリングフィールド（赤松健）
キャラクタークラス : アタッカー / ハンター
シャードの加護 《トール》《トール》《ヘイムダル》
28歳の青年で放浪のハンター。大剣ビーストキラーを振り回して戦う剣士。ハンターとはミッドガルドにおける冒険者の総称であり、怪物退治や遺跡探索を生業とする者たちのことである。
自由奔放な性格だが、自分の意思を貫く芯の強さは本物。物事はあまり深く考えない直情的なところがあり、美人に弱い。
世間では「反帝国の闘士」としてそれなりに知られた存在である。しかし本人は帝国を敵視したつもりはなく、偉ぶった連中を殴っていたらいつの間にかレジスタンスということにされてしまった。
プレイヤーの赤松の作品である『魔法先生ネギま!』に同姓同名のキャラクターがいるが、赤松によると「彼と非常によく似た姿の別人です」とのこと。
ティア・ララメルント（大竹みゆ）
キャラクタークラス : キャスター / ウィザード
シャードの加護 《オーディン》《オーディン》《ブラギ》
わずか10歳で魔法学院アカデミーの卒業資格を得た天才少女。いつでもエリート魔術師として社会に出奔することができるのだが、立身出世には興味ないらしく現在もアカデミーに在籍したまま研究を続けている。
タロット占いが趣味で、自分の運命の人を待ち望んでいるという、夢見がちなところもある。語尾に「ですの」とつけるのが特徴。
桐島平内（きりしま・へいない、鈴吹太郎）
キャラクタークラス : アタッカー / エンチャンター / サムライ
シャードの加護 《トール》《イドゥン》《タケミカヅチ》
剣術流派「ヤシマ神道流」の達人であるサムライの老人。かつては悪鬼羅刹と呼ばれるほど暴れまわっており、その後に自身の剣術道場を立てて名をあげるが、今はその道場も息子に譲って隠居の身である。20年以上前に師匠を殺して伝統の宝剣を奪った兄弟子を探している。
明月姫の付き人兼護衛として、ともにヤシマから出国する。
ライオン（井上純一）
キャラクタークラス : エンチャンター / パンツァーリッター / アルフ
シャードの加護 《イドゥン》《ヘルモード》《ブラギ》
対奈落騎士団エクスカリバーの一員として奈落と戦うアルフ。ふだんはロックシンガーとして活躍していて、真帝国の帝都グラズヘイム周辺の不良のカリスマとなっている。
口調は矢沢永吉にそっくりだが、外見はエルヴィス・プレスリーをまねている。

### ノンプレイヤーキャラクター（NPC）
明月姫（あけつきひめ）
ヤシマの守護女神アマテラスに仕える巫女。正確には、アマテラスの分魂として生まれたワード（神の転生者を表すクラス）である。
真帝国とヤシマの和平条約を結ぶ使者として帝都グラズヘイムにやってくる。同時に、帝都で開かれる万国博覧会のヤシマの出展部を管理する責任もある。
ヤシマには国から出たものは二度と戻ることは許されないという掟があり、彼女は一生涯を帝都グラズヘイムに特別に用意された居宅で半軟禁状態で過ごすことになる。すなわち、和平条約にあたって帝国への人質として差し出されていることとなる。しかし、彼女はそれを覚悟して国のために出国している。
レオポルド二世
真帝国今上帝。400年を統治した前帝のグスタフ・ヨーゼフ二世から突然の禅譲を受けて即位した若き女帝。ただし、帝国では「皇帝は性別を超えた存在」とされるため、皇帝を女性として扱うと不敬罪になる。彼女自身も普段は男のように振る舞う。
俗名はシルダ・メルフィンダで、もともとはごく普通の田舎娘であったのだが、出自は伏せられている。帝位についた経緯もトップシークレットであり、帝国の上層部たちから不審がられているため、権力をまとめきれていない。軍も教会も皇帝の支配から離れて独自の判断で行動するという非常事態になりつつある。
臣民の平和を何よりも願っており、これ以上の侵略戦争は国を疲弊させるだけではないかと危惧している。しかし、権威に欠けている若き皇帝はそれを口に出すことが許されず、前帝の強硬路線を消極的に続けざるを得ない状況にある。
ゲオルグ・バウアー
真帝国近衛軍「銀十字軍」の若き少将。バウアー家は魔導科学（カバラ）の研究に秀でた著名な帝国貴族でもあり、その血筋への自負ゆえに傲慢な性格。ヤシマとの和平を弱腰外交だと憤慨している。
「機械神の御名において世界全土を導く」という帝国の正義を狂信的に信じており、帝国に恭順していない国々を蛮族と蔑んでいる。
セブンスエッジ
七つの命、七つの刃を持つとされる不死身の暗殺者。暗殺を行ったあとに自分も死ぬため、依頼者や背後関係を漏らさない。しかし、しばらくするとセブンスエッジを名乗る暗殺者が再び活動する。
このことから、個人ではなく組織だとされているが、セブンズエッジを名乗って死んだ暗殺者同士につながりがまったく見えず、不可解なことも多い。
実はその正体はワームスカルクリスタルで、暗殺を行うたびに別人に乗り移ることで、通りすがりの人間に暗殺を行わせている。
南雲久永（なぐも・ひさなが）
帝都グラズヘイムに駐留するヤシマの外交官。見た目は完全な事務方の中年紳士だが、ニンジャの技を持つ。和平使節として帝都を訪れた明月姫の後見人となる。
ロイド
帝国神教会の司祭の老人。万国博覧会の責任者でもある。明月姫に帝国のことをいろいろと教え、和平交渉には協力的だった。
しかしその後にアーヴァックが覚醒した際、それを悪魔と見なして、覚醒させた明月姫を異端と見なし排除しようとする。
オスカー
古代遺物レリクスの研究者の青年。アカデミー出身でティアの同窓生にあたる。古代の環境改善装置である「太陽球」を再生するために太陽神の力を欲しており、アマテラスの神子である明月姫に協力を求める。
アーヴァック
「ダグの戦車」の管制システムであるヴァルキリー。明月姫の接触によってダグの戦車が覚醒したとき、同時にアーヴァックも物質化した。明月姫の心に強い影響を受けて人格形成されており、「姫が一番頼りにしている人間」であるナギを模倣した性格になっている。そのため、ナギのことを親のような存在として慕っており、マスターと呼ぶ。
元ネタは北欧神話のアールヴァクとアルスヴィズ。
スコル
奈落に魅入られたヴァルキリー。神話時代に「ダグの戦車」をめぐってアーヴァックと戦い、相討ちで共に休眠状態になっていた。アーヴァック復活とともに物質化していたはずだが、どういう経緯か呪符に封印されていたところをロイドがマスターとして復活させた。アーヴァックに代わってダグの戦車を入手することに固執している。
元ネタは北欧神話のスコル。
????
スコルが封印されていた呪符を持っていた大司教らしき人物。詳細不明。ロイドにスコルが封印された呪符をわたし、正しい信仰心があればこの鋼の悪魔を使役できると甘言を放ち、スコルを解放させるように仕向けた。
グラーフ・シュペー
反帝国の運び屋。前版の『アルシャードff』のリプレイでも何度も出てきたおなじみのNPC。
ナギの友人として登場し、スコルに乗っ取られたダグの戦車にPCたちを送り届けるため、飛空艇「虚無の翼」号で決死の突入をする。

### その他の登場人物・用語など
ワームスカルクリスタル
ミッドガルドの地底から攻め込んでくる謎の機械生物群「ワームスカル」の死骸から抽出される赤い結晶。これをリアクターに搭載すると、通常のリアクターとは段違いの出力が得られるが、制御が難しいとされる。
ダグの戦車
古代遺物レリクスの一つ。空中に浮遊する巨大な球体型の機械。戦車と名付けられているが、その役目は「人工太陽」であり、特定の生物に住みやすい環境を作り出すための機械である。
スコルに乗っ取られてからは、世界を奈落の環境に染めあげる暗黒太陽として稼働しだす。
元ネタは北欧神話の昼の女神ダグとソールの戦車。
アマテラス
東方の島国ヤシマの守護女神。ミッドガルドとは異なる世界から来訪した異界神とされる。普段はヤシマの上空に作られた衛星施設「軌道大社」に鎮座しており、結界でヤシマを大陸側の侵攻から守っている。明月姫などのアマテラスの神子であるワードは、アマテラスの代弁者としての地位を持つ。
なお、ミッドガルドは北欧神話をベースにした世界観なため近代的な意味での宇宙というものは存在していない。大地の上にあるのは宇宙ではなく天空である。ヤシマの結界内でのみ、我々が知る近代的な意味での宇宙空間が存在する（アマテラスの出身世界の世界観が持ち込まれているため）。

## 作品一覧
- アルシャードセイヴァーRPG リプレイ ミッドガルド モーニングムーン （ISBN 978-4047291003 / ファミ通文庫 / エンターブレイン）